# IJsseldal
Het IJsseldal of de IJsselvallei is een natuurlijke depressie in het oosten van Nederland, tussen de Veluwe in het westen en de Sallandse Heuvelrug in het oosten. De vallei loopt grofweg van Arnhem tot Kampen en dankt zijn naam aan de rivier de (Gelderse) IJssel, die van zuid naar noord door de vallei stroomt. Het grootste deel ligt in de provincie Gelderland, het noordelijke deel valt onder Overijssel.
In de landbouwstatistiek van 1912 werd de IJsselstreek als een afzonderlijk landbouwgebied gezien, dat deel uitmaakte van het rivierkleigebied. Sinds 1991 wordt de streek tot het 'Oostelijk veehouderijgebied' gerekend.

## Een bekken ontstaan in de ijstijd

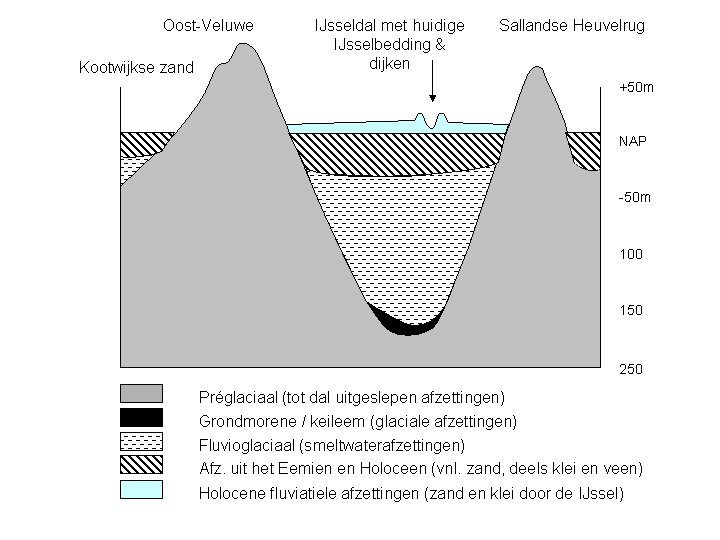
Doorsnede van het IJsseldal van west naar oost ter hoogte van Olst

Rond 150.000 jaar geleden, in het tijdperk Saalien, de op een na laatste ijstijd (of glaciaal), bedekten uitlopers van de ijskap uit Scandinavië het noorden van Nederland. Ze drukten stuwwallen op en sleepten diepe (tot meer dan 100 m) glaciale bekkens uit. Het huidige IJsseldal ligt op het grootste glaciale bekken uit deze tijd, het IJsseldalbekken. Het wordt geflankeerd door stuwwallen: de hogere Veluwe in het westen en de iets minder hoge Sallandse heuvelrug (met de Holterberg) in het oosten. 
In de korte periode dat de ijskap tijdens meest maximale uitbreiding over Nederland lag (de lijn Haarlem - Nijmegen) was de Rijn gedwongen er voorlangs naar het westen weg te stromen. Toen aan het einde van het Saalien de ijskap begon af te smelten, werd het IJsseldalbekken een diep meer. In het zuiden loosde de Rijn zijn water en sediment in het meer. In het midden van het IJsseldal kwam veel sediment van de eroderende stuwwallen in het bekken terecht. In het noorden was er verbinding met andere meren (Gelderse Vallei-bekken, Amsterdam-bekken) en de Noordzee.

## Het IJsseldal als rivierdal
Aan het eind van het Saalien was dit meer al grotendeels opgevuld, en was het het rivierdal de hoofdloop van de Rijn geworden. Vrijwel al het smelt- en regenwater uit Midden- en Zuid-Duitsland en de Alpen stroomde via het IJsseldal naar het noorden door Nederland. Deze afwateringssituatie bleef ongewijzigd in het Eemien en het begin van de laatste ijstijd (het Weichselien).
Halverwege de laatste ijstijd (rond 50.000 jaar geleden) verlegde de Rijn zijn voornaamste loop van het IJsseldal naar het Gelderse Poort-gebied en de Betuwe (noordelijk langs Nijmegen), en door het dal van de Niers (zuidelijk langs Nijmegen). Het IJsseldal bleef achter als een 15 km breed, door grote rivieren verlaten dal. In de laagte bleven zich afzettingen van sneeuwsmeltwater-beekjes (fluvio- en periglaciale afzettingen) en van de wind (dekzand) verzamelen. De activiteit van beken en kleine rivieren zoals de Berkel ging door in het Holoceen. Ten noorden van Deventer was er bovendien veel veenvorming. Tot in de Romeinse tijd bleef het IJsseldal steeds een laagte, verstoken van grote rivieren.
Toen de rivier de IJssel ontstond veranderde dit wezenlijk. De Gelderse IJssel werd een belangrijke handelsverbinding tussen Hanzesteden. Tussen 1300 en 1400 werd de rivier bedijkt. Tussen 1500 en 1600 is de IJsselgeul bij Doesburg en bij Zutphen dichter langs deze steden gelegd. Wat afvoer betreft was de IJssel tussen 500 en 1500 AD een belangrijke tak van de Rijn. Daarna begonnen IJssel en Nederrijn steeds meer te verzanden terwijl de Waaltak meer en meer afvoer trok. Om de afvoerverdeling constant te houden werden vanaf 1700 allerlei werken uitgevoerd zoals het graven van het Pannerdens Kanaal. Rond 1960 zijn enkele bochten afgesneden tussen Arnhem en Brummen.